# مالکولم مک دونالد
مالکولم مک دونالد (انگلیسی: Malcolm MacDonald) یک سیاست‌مدار اهل بریتانیا بود.